# Надежда штурмана
Надежда штурмана (англ. The navigator's hope) — серия из восьми картин маслом на холсте, написанных Жоаном Миро между 1968 и 1973 годами. Большая часть из них благодаря пожертвованию Пиллар Юнкоза находятся в постоянной коллекции Фонда Жоана Миро, остальные — в частных коллекциях.
По Дюпену, в этих работах видна техника, часто использовавшаяся художником в 1968 году — красочная графика на чёрном фоне или, наоборот, цветные пятна на тёмном фоне и прямые чёрные линии. Между «Надеждой осуждённого» и первыми двумя работами серии есть прямое сходство. Другие работы, наоборот, ближе к картине La Chanson des voyelles 1966 года, хранящейся в MoMA в Нью-Йорке. В картинах по сравнению с работами о Гражданской войне в Испании меньше драматизма, меньше чёрного цвета, больше округлых форм белого цвета; чёрный фон компенсируется цветными пятнами.

## История
Судя по всему, серия не связана с жизнью художника, хотя остальные картины обычно имели такую связь — например, «Надежда осуждённого» была связана с казнью правительством Франко Сальвадора Пуча Антика.
В период написания картин Миро жил на Мальорке, где укрепил свой стиль и вновь стал интересоваться восточной культурой. Жак Дюлен говорит о том, что на Миро повлияло японское искусство; по словам Пилара Кабаньяса в Мадридский университет Комплутенсе, это влияние было взаимным. В 1937 году в Токио состоялась первая сюрреалистическая выставка, и во время неё японский художник Шузо Такигучи (Shuzo Takiguchi) написал первый критический отзыв о Миро. Художники встретились и договорились о сотрудничестве, но из-за личных проблем и плохого состояния здоровья Такигучи это сотрудничество не происходило вплоть до 1967 года, всего за год до первой работы из серии «Надежда штурмана». Художники сотрудничали до середины семидесятых.

## Серия
| Работа                | Дата | Размер          | Музей             | Город      | Примечания |
| --------------------- | ---- | --------------- | ----------------- | ---------- | ---------- |
| Надежда штурмана I    | 1968 | 24.5 x 41 см.   | Фонд Жоана Миро   | Барселона  | [ 6 ]      |
| Надежда штурмана II   | 1968 | 24 x 41 см.     | Частная коллекция | Неизвестно | [ 7 ]      |
| Надежда штурмана III  | 1973 | 24.5 x 41 см.   | Фонд Жоана Миро   | Барселона  | [ 8 ]      |
| Надежда штурмана IV   | 1973 | 24.8 x 41 см.   | Фонд Жоана Миро   | Барселона  | [ 9 ]      |
| Надежда штурмана V    | 1973 | 24.5 x 41 см.   | Частная коллекция | Неизвестно | [ 10 ]     |
| Надежда штурмана VI   | 1973 | 24.3 см. x 41m5 | Фонд Жоана Миро   | Барселона  | [ 11 ]     |
| Надежда штурмана VII  | 1973 | 24.5 x 41 см.   | Частная коллекция | Неизвестно | [ 12 ]     |
| Надежда штурмана VIII | 1973 | 24 x 41 см.     | Частная коллекция | Неизвестно | [ 13 ]     |